# Liste des résolutions du Conseil de sécurité des Nations unies adoptées en 1994
Les résolutions du Conseil de sécurité des Nations unies sont les décisions qui sont votées par le Conseil de sécurité des Nations unies.
Une telle résolution est acceptée si au moins neuf des quinze membres (depuis le 17 décembre 1963, 11 membres avant cette date) votent en sa faveur et si aucun des membres permanents qui sont la Chine, les États-Unis, la France, le Royaume-Uni et la Russie (l'Union soviétique avant 1991) n'émet de vote contre (qui est désigné couramment comme un veto).

## Résolutions 893 à 899
- Résolution 893 : déploiement de la mission d'assistance des Nations unies pour le Rwanda et l'implémentation de l'accord de paix d'Arusha. (adoptée le 6 janvier 1994).
- Résolution 894 : participation de l'ONU et des observateurs au processus électoral en Afrique du Sud. (adoptée le 14 janvier 1994).
- Résolution 895 : extension du mandat de la force intérimaire de l'ONU au Liban. (adoptée le 28 janvier 1994).
- Résolution 896 :  possibilité de l'établissement d'une force de maintien de la paix en Abkhazie (République de Géorgie) et sur le règlement politique du conflit en Abkhazie.
- Résolution 897 :  continuation de l'Opération des Nations unies en Somalie et le processus de réconciliation nationale le règlement en Somalie.
- Résolution 898 :  établissement d'une de police de l'ONU, composante de l'opération des Nations unies au Mozambique et l'établissement des accords de paix au Mozambique.
- Résolution 899 :  compensation du payement des citoyens privés Irakiens qui sont assignés en résidence sur le territoire Koweïtien pour suivre la démarcation de la frontière entre l'Irak et le Koweït.

## Résolutions 900 à 909
- Résolution 900 :  restauration des services publics essentiels et de la vie normale dans et aux alentours de Sarajevo, Bosnie-Herzégovine.
- Résolution 901 :  extension du mandat de la mission des observateurs de l'ONU en Géorgie.
- Résolution 902 :  achèvement d'un accord sur les mesures de confiance relatives à Varosha et à l'aéroport international de Nicosie à Chypre.
- Résolution 903 :  extension du mandat et du renforcement de la mission II de vérification en Angola.
- Résolution 904 :  mesures pour garantir la sécurité et la protection des civils palestiniens dans les territoires occupés par Israël.
- Résolution 905 :  extension de la mission de l'ONU en Haïti.
- Résolution 906 :  extension du mandat de la mission d'observation des Nations unies en Géorgie et du règlement politique en Abkhazie Géorgie.
- Résolution 907 :  référendum à l'auto-détermination du peuple du Sahara occidental.
- Résolution 908 :  extension du mandat et le renforcement du personnel de la Force de Protection de l'ONU.
- Résolution 909 :  extension du mandat de la mission pour le Rwanda et l'implémentation de l'accord de paix d'Arusha.

## Résolutions 910 à 919
- Résolution 910 :  dérogation aux dispositions du paragraphe 4 de la résolution 748 (1992) ne s'appliquera pas aux vols de l'avion de l'ONU qui transportera l'équipe de reconnaissance du Secrétaire général à destination ou en provenance de la Libye.
- Résolution 911 :  extension du mandat de la Mission d'observation des Nations unies au Liberia et l'implémentation des accords de paix pour le Liberia.
- Résolution 912 :  ajustement du mandat de la Mission d'assistance des Nations unies au Rwanda du a la situation actuelle au Rwanda et au règlement du conflit au Rwanda.
- Résolution 913 :  situation en Bosnie-Herzégovine, en particulier dans la zone de sécurité de Goražde (Bosnie-Herzégovine) et du règlement de la situation politique dans l'ex-Yougoslavie.
- Résolution 914 :  accroissement du personnel de la Force de protection de l'ONU, en addition du renforcement approuvé dans la résolution 908 (1994).
- Résolution 915 :  création Groupe d'observateurs des Nations unies dans la bande d'Aouzou (GONUBA) .
- Résolution 916 :  extension du mandat de l’opération des Nations unies au Mozambique et l'implémentation de l'accord général de paix au Mozambique.
- Résolution 917 :  sanctions pour la restauration de la démocratie et au retour du Président légitimement élu en Haïti.
- Résolution 918 :  extension du mandat d'assistance de l'ONU au Rwanda et l'imposition de l'embargo sur les armes au Rwanda.
- Résolution 919 :  fin de l'embargo sur les armes et autres restrictions relatives à l'Afrique du Sud imposés par la résolution 418 (1977).

## Résolutions 920 à 929
- Résolution 920 :  Amérique centrale : efforts de paix (ONUSAL).
- Résolution 921 :  situation au Moyen-Orient (FNUOD).
- Résolution 922 :  situation en Angola (UNAVEM II).
- Résolution 923 : situation en Somalie (ONUSOM II).
- Résolution 924 :  situation dans la République du Yémen (cessez-le-feu).
- Résolution 925 :  situation concernant le Rwanda (MINUAR élargie).
- Résolution 926 : accord signé le 4 avril 1994 entre les Gouvernements de la Jamahiriya arabe libyenne et du Tchad sur les modalités pratiques d’exécution de l’arrêt rendu le 3 février 1994 par la Cour internationale de justice (fin GONUBA)
- Résolution 927 : situation à Chypre (UNFICYP)
- Résolution 928 : situation concernant le Rwanda (prorogation MONUOR)
- Résolution 929 : situation concernant le Rwanda (opération multinationale).

## Résolutions 930 à 939
- Résolution 930 : question de l’Afrique du Sud (fin MONUAS).
- Résolution 931 : situation dans la République du Yémen (réitère appel cessez-le-feu).
- Résolution 932 : situation en Angola (prorogation UNAVEM II).
- Résolution 933 : question concernant Haïti (prorogation MINUHA).
- Résolution 934 : situation en Géorgie (prorogation MONUG).
- Résolution 935 : constituer d'urgence une commission impartiale d'experts chargée d'examiner et d'analyser les violations graves du droit international humanitaire commises sur le territoire du Rwanda.
- Résolution 936 : création d’un tribunal international chargé de poursuivre les personnes présumées responsables de violations graves du droit international humanitaire commises sur le territoire de l’ex-Yougoslavie.
- Résolution 937 : situation en Géorgie (établissement prorogation MONUG)
- Résolution 938 : situation au Moyen-Orient (prorogation FINUL)
- Résolution 939 : situation à Chypre (refus statu quo).

## Résolutions 940 à 949
- Résolution 940 : question concernant Haïti (autorisation force multinationale)
- Résolution 941 : situation dans la République de Bosnie-Herzégovine (exige la fin du nettoyage ethnique)
- Résolution 942 : situation dans la République de Bosnie-Herzégovine (approbation du règlement territorial proposé)
- Résolution 943 : situation dans la République de Bosnie-Herzégovine (suspension provisoire de certaines sanctions)
- Résolution 944 : question concernant Haïti (levée de sanctions)
- Résolution 945 : situation en Angola (prorogation UNAVEM II)
- Résolution 946 : situation en Somalie (prorogation ONUSOM II)
- Résolution 947 : force de protection des Nations unies (FORPRONU-prorogation)
- Résolution 948 :  question concernant Haïti (retour du Président Aristide)
- Résolution 949 : situation entre l’Irak et le Koweït (condamnation du déploiement militaire).

## Résolutions 950 à 959
- Résolution 950 : situation au Liberia (prorogation MONUL)
- Résolution 951 : date de l’élection pour pourvoir un siège devenu vacant à la Cour internationale de justice
- Résolution 952 : situation en Angola (prorogation UNAVEM II)
- Résolution 953 : situation en Somalie (prorogation ONUSOM II)
- Résolution 954 : situation en Somalie (prorogation ONUSOM II)
- Résolution 955 : situation concernant le Rwanda (création tribunal international)
- Résolution 956 : (fin Accord de tutelle Palaos)
- Résolution 957 :  situation au Mozambique (prorogation ONUMOZ)
- Résolution 958 : Croatie, protection zones de sécurité en Bosnie-Herzégovine.
- Résolution 959 : situation dans la République de Bosnie-Herzégovine (condamnation de la violation de la frontière entre la Croatie et la Bosnie-Herzégovine.

## Résolutions 960 à 969
- Résolution 960 :  situation au Mozambique (approbation des résultats élections)
- Résolution 961 :  Amérique centrale : efforts de paix (dernière prorogation ONUSAL)
- Résolution 962 :  situation au Moyen-Orient (prorogation FNUOD)
- Résolution 963 :  admission de nouveaux Membres : Palaos
- Résolution 964 :  question concernant Haïti (renforcement MINUHA)
- Résolution 965 :  situation concernant le Rwanda (prorogation MINUAR).
- Résolution 966 : situation en Angola (prorogation UNAVEM II).
- Résolution 967 :  Yougoslavie (autorisation exportation sérum antidiphtérique).
- Résolution 968 :  situation au Tadjikistan (création MONUT).
- Résolution 969 :  situation à Chypre (prorogation UNFICYP).